# Epilichen glauconigellus
Epilichen glauconigellus är en lavart som först beskrevs av William Nylander och som fick sitt nu gällande namn av Joseph Hafellner. 
Epilichen glauconigellus ingår i släktet Epilichen och familjen Rhizocarpaceae. Arten är reproducerande i Sverige.